# Strijba, Kărdjali
Strijba (în bulgară Стрижба) este un sat în comuna Kirkovo, regiunea Kărdjali,  Bulgaria. 

## Demografie
Componența etnică a satului Strijba
     Nicio identificare (100%)
     Altele (0%)
La recensământul din 2011, populația satului Strijba era de 152 de locuitori, a căror apartenență etnică nu a fost înregistrată.